# Иоанн Гискальский
Иоанн Гискальский — (ивр. יוחנן מגוש חלב‎; Иоханан, сын Леви) из Гуш Халава (греческое название «Гискала») в Галилее, человек влиятельный и храбрый, один из лидеров Великого Восстания евреев против римлян, дважды восстановил разрушенный сирийцами родной город.
Он был врагом командовавшего в Галилее Иосифа Флавия, который описывает его как человека низкого и дурного: 

Он был хитрейшим и подлейшим из всех детей сатаны, которые прославились своими подлыми делами. Вначале он был бедным простолюдином и долгое время жил в нужде. Он был умел во лжи и мог придать своей лжи правдоподобный вид, а лживость была в его глазах добрым качеством — Иосиф Флавий, "Иудейские войны". Книга 2, гл 21:1
Еврейский историк XIX века Цви Герц описывает Иоанна следующими словами: 

 Тогда восстал из народа человек, полный духа героизма, которому выпала судьба продолжать войну с римлянами до последнего её дня Имя его стало проклятием для всех врагов Израиля — Цви Герц "Хроники Народа Израиля"
Профессор Уриэль Рапоппорт, не соглашаясь с Флавием, отмечает, что Иоанн ещё до восстания был состоятельным человеком и уважаемым среди евреев и обладал серьёзным влиянием в своем городе

## До падения Гискалы
Ещё до того как, Иосиф Флавий принял командование войсками в Галилее, когда война носила характер столкновений между еврейским и нееврейским населением региона, Иоанну удалось собрать около четырёхсот воинов, со всех концов Галилеи и сформировать из них боевой отряд. отряд защищал еврейские города и совершал набеги на нееврейские. Флавий прибыл в Галилею в сопровождении двух своих помощников Йоазара и Иеуды, будучи назначенным правительством быть руководителем армии в Галилее. Иоанн находился у него в подчинении. У этих двоих видимо были совершенно разные оценки реальности и необходимых действий. Первое столкновение произошло из-за продажи римских запасов пшеницы, хранящихся в галилее. Иосиф возражал против этого, видимо не желая портить отношение с Кесарем. Иоанн, сделал из этого отказа вывод о том, кому верен Иосиф. Он продал пшеницу и использовал вырученные деньги для укрепления своего города Гискалы.
Вторая история случилась после того как воины из города Даврат разграбили караван везущий деньги Агриппы Второго и его сестры Юлии Береники. Иосиф решил вернуть деньги римским властям, а повстанцам солгал, что передал деньги руководству восстания в Иерусалиме. Это событие восстановило против Иосифа многих. Его дом в Мигдале был сожжен, а самому Иосифу удалось спастись от народного гнева только обманув повстанцев, сказав им, что собирался потратить деньги на укрепление Мигдаля. С того момента армия Галилеи разделилась на два лагеря, тех кто поддерживал Иосифа и тех, кто поддерживал Иоанна. Иосиф пишет, что Иоанн посылал своих людей чтобы убить его и что восстановил против него жителей Тверии. После этого случая Иоанн с двумя тысячами воинов скрылся в Гуш Халаве и занялся укреплением города. Он так же обратился к Синедриону в Иерусалиме с предупреждением в отношении Иосифа. Синедрион прислушался к его предупреждению и отправил посланников, чтобы привести Иосифа Флавия на суд. Рабби Шимон бен Гамалиэль, руководитель фарисейской части Синедриона был на стороне повстанцев, а Саддукеи поддерживали Иосифа. После того как стало известно, что посланцы Синедриона прибыли в сопровождении двухтысячной армии, чтобы отконвоировать Флавия в Иерусалим, войска в Тверии, Гискале, Циппори и Гамле вышли из подчинения Иосифа. Но ему удалось справиться с бунтом и оправить посланников обратно в Иерусалим. После этого случая Иоанн не покидал Гискалы.
В 67 году армия Веспасиана начала своё продвижение по Галилее. Быстро пала столица Иосифа Йодфат, а следом за ней остальные города Галилеи. Гуш Халав продержался дольше других городов. Сын Веспасиана Тит был послан в Гискалу в сопровождении тысячи всадников. По прибытии его в Гискалу, Иоанн попросил его не начинать войну в субботу. Тит согласился. С наступлением темноты Иоанн бежал в сопровождении тысячи всадников. Утром жители Гискалы открыли ворота города и сдались Титу. Тит преследовал Иоанна и ему удалось убить многих из его людей, но самому Иоанну удалось бежать в Иерусалим.
После взятия города Титом он направился в Иерусалим, где в союзе с патриотами Иудеи — зелотами — жестоко убивал римлян и предателей-евреев. После взятия Иерусалима погиб в тюрьме, в Риме, отказавшись сотрудничать с римской властью.